# 贝尼安
贝尼安（法語：Begnins）是瑞士联邦西部法语区的沃州下设的一个市镇。在行政上属于尼永区管辖。贝尼安的总面积为4.78平方公里。截至2007年，总人口为1,372。